# Bob Fosse
Bob Fosse (ur. 23 czerwca 1927 w Chicago, zm. 23 września 1987 w Waszyngtonie) – amerykański reżyser, choreograf, tancerz i aktor. Zdobywca Oscara i nagrody BAFTA za najlepszą reżyserię filmu Kabaret (1972). Laureat Złotej Palmy na 33. MFF w Cannes za na poły autobiograficzny musical Cały ten zgiełk (1979).
Zaczynał karierę jako aktor wodewilowy.

## Filmografia

### Jako reżyser
- Star 80 (1983)
- Cały ten zgiełk (All That Jazz, 1979)
- Lenny (1974)
- Kabaret (Cabaret, 1972)
- Słodka Charity (Sweet Charity, 1969)

### Jako aktor
- Złodzieje (Thieves, 1977) – jako pan Day
- Mały Książę (Little Prince, 1974) – jako wąż
- Czego pragnie Lola (Damn Yankees!, 1958) – jako tancerz mambo
- Moja siostra Eileen (My Sister Eileen, 1955) – jako Frank Lippencott
- Give a Girl a Break (1953) – jako Bob Dowdy
- Pocałuj mnie Kasiu (Kiss Me Kate, 1953) – jako Hortensio
- Affairs of Dobie Gillis (1953) – jako Charlie Trask